# ريان إدريس
ريان حمزة إدريس مواليد 6 أكتوبر 2003، هو لاعب كرة قدم سعودي يلعب كمهاجم في نادي الحوراء. وهو ابن لاعب المنتخب السابق حمزة إدريس.

## مسيرة اللاعب
بدأ في نادي الاتحاد وشارك في برنامج الابتعاث السعودي لكرة القدم ووقع عقد لمدة موسمين مع نادي فيسترلو ب البلجيكي في فبراير 2022. وانتقل إلى نادي أوفي كريت ب اليوناني في صيف 2022. و أعير إلى دياجوراس دريوبيديون في صيف 2023 و وقع مع نادي الخليج مطلع عام 2024 إلى نهاية الموسم ووقع بعدها مع نادي الحوراء.